# Liripora violacea
Liripora violacea är en mossdjursart som först beskrevs av Harmelin 1976.  Liripora violacea ingår i släktet Liripora och familjen Diastoporidae. Inga underarter finns listade i Catalogue of Life.